# Ashley Benson
Ashley Victoria Benson  (Anaheim Hills, 18 de Dezembro de 1989) é uma atriz, diretora e modelo norte-americana. É mais conhecida por interpretar Hanna Marin na série televisiva Pretty Little Liars. Além da famosa série, Ashley participou de diversos filmes, como por exemplo, Pixels, De Repente 30, As Apimentadas etc. Fora do mundo cinematográfico, a atriz também apareceu em diversas capas de revista e diversos comerciais.

## Biografia
Ashley Victoria Benson nasceu no estado da Califórnia no dia 18 de dezembro de 1989. Começou a dançar ballet, jazz, tap e hip hop em competições desde os seus três anos. Ela também sabe cantar pois esteve em vários corais e grupos musicais. Aos 4 anos, ela foi convidada para cantar na Igreja que frequentava na altura, com 2.500 pessoas, durante quatro natais seguidos. Ashley entrou para a agência de modelos Ford Models aos 8 anos de idade, aparecendo também em vários videoclipes.

## Carreira

### 2002-2017: Pretty Little Liars
Ashley começou a atuar aos 10 anos , fazendo vários anuncios para a TV. O primeiro filme do qual Ashley participou foi 13 Going on 30, estrelado por Jennifer Garner e desde então fez vários papéis na TV, nas séries: The District, The West Wing, Strong Medicine, 7th Heaven, The O.C. e Supernatural.
Passou três anos de sua vida dedicando-se à Days of our Lives, da NBC. Estrelou o filme Bring It On: In It to Win It, com o papel de Carson e esteve na série de sucesso americana Pretty Little Liars, durante 7 anos, com o papel da protagonista Hanna Marin que faz par romântico com o personagem do ator Tyler Blackburn, Caleb Rivers.  
Benson também participou do filme Spring Breakers ao lado da cantora Selena Gomez e Vanessa Hudgens interpretando o papel de Brit.

### 2018-presente
Em março de 2018 foi anunciado que Ashley fará parte do elenco do filme Her Smell.
Além desse novo papel, Benson dirigiu um episódio da série Pretty Little Liars: The Perfectionists, um spin-off (série derivada) de Pretty Little Liars, apesar de não ter nenhuma aparição na série. Essa será a primeira vez que Ashley exercerá essa função.
Em maio de 2019, o jornal “Deadline” confirmou que Ashley fará parte do filme “Lapham Rising”, de Roger Rosenblatt, ainda sem data prevista.
Meses depois, em agosto de 2019, foi confirmado que Ashley protagonizará o filme “The Birthday Cake”, junto com Shiloh Fernandez, com quem já trabalhou no filme “Chronically Metropolitan”, em 2015
Fora das telinhas, Ashley lançou uma coleção de óculos para marca Privé Revaux e, juntamente com a Cosmopolitan, ainda em 2019, lançou uma linha de perfumes chamada Eau de Juice. 

## Filmografia

### Filmes
| Ano  | Título                       | Papel        | Notas           |
| ---- | ---------------------------- | ------------ | --------------- |
| 2004 | 13 Going on 30               | Six Chick    |                 |
| 2007 | Bring It On: In It to Win It | Carson       | Direto para DVD |
| 2008 | Bart Got a Room              | Alice        |                 |
| 2012 | Spring Breakers              | Brit         |                 |
| 2013 | Time Warrior                 | Stephanie    |                 |
| 2015 | Pixels                       | Lady Lisa    |                 |
| 2016 | Ratter                       | Emma Taylor  |                 |
| 2016 | Elvis & Nixon                | Margaret     |                 |
| 2017 | Chronically Metropolitan     | Jessie       |                 |
| 2018 | Her Smell                    | Roxie Rotten |                 |
| 2021 | The Birthday Cake            | Tracey       |                 |

### Televisão
| Ano       | Título                                  | Papel             | Temporada - Episódio                              |
| --------- | --------------------------------------- | ----------------- | ------------------------------------------------- |
| 2002      | Nikki                                   | Dançarina         | 2ª - 18                                           |
| 2002      | The District                            | Melissa Howell    | 3ª - 3                                            |
| 2002      | The West Wing                           | Garota            | 4ª - 6                                            |
| 2004      | Strong Medicine                         | April             | 5ª - 4                                            |
| 2004–2007 | Days of our Lives                       | Abigail Deveraux  | Papel: 12 de Novembro de 2004 – 2 de Maio de 2007 |
| 2005      | 7th Heaven                              | Margot            | 9ª - 17 e 19                                      |
| 2005      | Zoey 101                                | Candice           | 1ª - 9                                            |
| 2006      | The O.C.                                | Riley             | 4ª - 6                                            |
| 2008      | CSI: Miami                              | Amy Beck          | 7ª - 5                                            |
| 2008      | Supernatural                            | Tracy Davis       | 4ª - 7                                            |
| 2009–2010 | Eastwick                                | Mia Torcoletti    | Elenco Principal                                  |
| 2010–2017 | Pretty Little Liars                     | Hanna Marin       | Papel principal                                   |
| 2012      | Punk'd                                  | Ela mesma         | Episódio: "Heather Morris"                        |
| 2013      | How I Met Your Mother                   | Carly Whittaker   | 8ª - 14                                           |
| 2013      | Hey Tucker!                             | Ashley            | 1ª - 2 e 5                                        |
| 2013      | Ravenswood                              | Hanna Marin       | 1ª - 5 e 10                                       |
| 2015      | Barely Famous                           | Ela mesma         | Episódio: "Bananas Foster"                        |
| 2019      | Pretty Little Liars: The Perfectionists | Crédito: Diretora | Episódio de nome não confirmado                   |
| 2023      | Turismo Selvagem                        | Cara Parker       | Elenco Principal                                  |

### Telefilmes
| Ano  | Título                                  | Papel         | Nota |
| ---- | --------------------------------------- | ------------- | ---- |
| 2008 | Fab Five: The Texas Cheerleader Scandal | Brooke Tippit |      |
| 2008 | Mother Goose Parade                     |               |      |
| 2010 | Christmas Cupid                         | Caitlin Quinn |      |

### Web séries
| Ano  | Título       | Papel    | Nota                                    |
| ---- | ------------ | -------- | --------------------------------------- |
| 2011 | CollegeHumor | Menina 1 | Episódio: "Linguagem Secreta de Menina" |

## Video musical
| Ano  | Título       | Artista        | Papel            |
| ---- | ------------ | -------------- | ---------------- |
| 2002 | "True Love"  | Lil' Romeo     | Garota da escola |
| 2007 | "That Girl"  | NLT            |                  |
| 2010 | "BlackLight" | One Call       |                  |
| 2012 | "Honestly"   | Hot Chelle Rae | Namorada de Ryan |

## Curta-metragem
| Ano  | Título    | Papel | Nota |
| ---- | --------- | ----- | ---- |
| 2005 | Neighbors | Mindy |      |

## Voz
| Ano  | Título     | Papel  | Nota                       |
| ---- | ---------- | ------ | -------------------------- |
| 2014 | Family Guy | Dakota | 12ª temporada, episódio 11 |

## Prêmios e Indicações
| Ano 2016 | Prêmio teen choice awards | Categoria casal com mais química (haleb) tylerblackburn                   | Trabalho pretty little liars | Resultado |
| -------- | ------------------------- | ------------------------------------------------------------------------- | ---------------------------- | --------- |
| 2011     | Young Hollywood Awards    | Elenco para Assistir (com Troian Bellisario, Lucy Hale and Shay Mitchell) | Pretty Little Liars          | Venceu    |
| 2011     | Youth Rock Awards         | Atriz Animada – TV                                                        | Pretty Little Liars          | Venceu    |
| 2016     | Teen Choice Awards        | Atriz de Drama - TV                                                       | Pretty Little Liars          | Venceu    |